# Luc Jacquet
Luc Jacquet (Bourg-en-Bresse, Ain, 5 de diciembre de 1967) es un director francés de cine y televisión, conocido sobre todo por sus películas documentales.

## Carrera
Jacquet hizo varios documentales para la televisión sobre la vida de los animales, uno de los cuales fue Sous le signe du serpent (Bajo el signo de la serpiente, en 2004), antes de hacerse famoso entre el gran público por haber escrito y dirigido en 2004 La Marche de l'empereur (El viaje del emperador en España y La marcha de los pingüinos en Hispanoamérica), un éxito mundial por el que recibió el Oscar al mejor documental en 2005.
En 2007, lanzó su segunda película cinematográfica: Una amistad inolvidable (título original en francés: Le Renard et l'enfant, «El zorro y el niño»), en gran parte filmada en la meseta de Retord, en la región natural e histórica de Bugey en Ain.   

## Premios y distinciones
| Año  | Categoría              | Película                | Resultado |
| ---- | ---------------------- | ----------------------- | --------- |
| 2006 | Mejor documental largo | La Marche de l'empereur | Ganador   |

| Año  | Categoría              | Película                | Resultado |
| ---- | ---------------------- | ----------------------- | --------- |
| 2006 | Mejor prinera película | La Marche de l'empereur | Nominado  |
| 2014 | Mejor documental       | Il était une forêt      | Nominado  |